# Bożkowice
Bożkowice (niem. Eckersdorf) – wieś w Polsce położona w województwie dolnośląskim, w powiecie lubańskim, w gminie Olszyna. Bożkowice to niewielka wieś leżąca na północnym brzegu Kwisy, tworzącej w tym miejscu Jezioro Leśniańskie. Miejscowość znajduje się w zachodniej części Wzniesień Radoniowskich, na wysokości około 280–310 m n.p.m.

## Historia
Początki Bożkowic nie są znane, wiadomo tylko, że miejscowość została zniszczona w 1431 roku, w czasie wojen husyckich. W 1840 roku były tu 84 domy, szkoła ewangelicka, browar, 
2 gospody, 78 warsztatów bawełnianych, i 5 rzemieślników. W 1905 po utworzeniu Jeziora Leśniańskigo wieś nabrała znaczenia letniskowego. Po 1945 roku Bożkowice początkowo były wyłącznie wsią rolniczą, dopiero w latach 70. XX wieku odrodziła się funkcja letniskowa miejscowości, nad jeziorem zbudowano ośrodek wczasowy i domki kampingowe. W 1978 roku było tu 45 gospodarstw rolnych, w 1988 roku ich liczba zmalała do 26. W latach 1975–1998 miejscowość administracyjnie należała do województwa jeleniogórskiego.

## Szlaki turystyczne
Przez Bożkowice przechodzi szlak turystyczny:
- z Leśnej do Złotnik Lubańskich.